# Nibs van der Spuy
Nibs van der Spuy, né le 20 février 1966 à Benoni (cité minière proche de Johannesbourg) en Afrique du Sud, est un auteur-compositeur-interprète et guitariste sud-africain.

## Biographie
Fils d'un pilote de ligne et d'une pianiste, il grandit en écoutant les Beatles, les Rolling Stones, les Allman Brothers et Crosby, Stills and Nash.
Après avoir étudié la lutherie à l'université de Phoenix, aux États-Unis, Nibs revient en Afrique du Sud où il forme le trio acoustique folk « Plagal cadence ». Après dissolution de ce dernier, il rejoint le groupe « Landscape Prayers » avec lequel il sortira 4 albums, sous le label Sheer sound, dont 3 seront nommés aux SAMA (South African Music Awards) dans la catégorie meilleur album instrumental. Dans les années 2000, Nibs commence une carrière solo et enregistre son premier album « Lines in my face », rapidement suivi de « Flower in the rain ».
Le 4 avril 2004, après un concert donné en duo avec le mozambicain Gito Baloi avec qui il vient d'enregistrer l'album « Sweet Thorn », celui-ci se fait agresser sur le chemin du retour et succombe à ses blessures. Très affecté par cette perte, Nibs rend hommage au musicien sur son album « Beautiful feet » en enregistrant un titre à son nom : Gito. Ce nouvel album marque également un tournant dans sa carrière et lui permet de partir en tournée en Europe. Le public découvre alors un songwriter folk dont le style rappelle celui de Nick Drake mais aussi des sonorités traditionnelles zulu et maliennes inspirées de Paul Simon et Ali Farka Touré. Chaleureusement accueilli par la critique, « Beautiful feet » est sélectionné en tant qu'album du mois dans quatre publications allemandes et fait partie des « albums de la semaine » de Radio France FIP.
En 2008, il partage la scène avec Piers Faccini en France et en Afrique du Sud. À la suite de cette tournée, les deux musiciens resteront très liés. Avec un autre ami de longue date, le guitariste sud-africain Guy Buttery, il enregistre l' album « In the shade of the Wild Fig » en 2012, qui sera également nommé dans la catégorie meilleur album instrumental aux SAMA. La même année il fait la rencontre du chanteur réunionnais Davy Sicard avec lequel il partira en tournée en Afrique du Sud, au Swaziland et au Lesotho.
Le dernier album de Nibs « Natalia » qui sortira en France en juin 2017, enregistré par Mark Tucker (Portishead, PJ Harvey, Jethro Tull), est un hommage à la province du Kwazulu Natal où Nibs a passé la plus grande partie de sa vie. « Natalia » est une métaphore de sa terre bien-aimée qui, comme il le dit lui-même « a enduré tellement de souffrances, de guerres, de famines, de sécheresses et d'inondations et malgré toutes ces épreuves, son cœur est toujours rempli de joie et elle veille sur ses enfants de la nation arc-en-ciel ».

## Albums
- Lines in my face, 1999
- Flower in the rain, 2002
- Hadeda (avec Bary Van Zyl), 2004
- Sweet thorn (avec Gito Baloi), 2004
- Beautiful feet, 2006
- A bird in the hand, 2008
- Autumn light, 2008
- A house across the river, 2010
- Morning Star, 2011
- In the Shade of the Wild Fig (avec Guy Buttery), 2012
- Crossing Borders, Driving North, 2013
- Natalia, 2017